# Florea Lepădatu
Florea Lepădatu (* 24. März 1926 in Predeal; † 1981) war ein rumänischer Skilangläufer.
Lepădatu, der für den Steaua Bukarest startete, kam im Februar 1952 in Oslo bei seiner einzigen Teilnahme an Olympischen Winterspielen auf den 63. Platz über 18 km. Zwei Jahre später belegte er bei den Nordischen Skiweltmeisterschaften in Falun den 51. Platz über 30 km und den 34. Rang über 50 km.